# Édouard Elzingre
Édouard Elzingre, (Neuchâtel, 1880. július 2. – Genf, 1966. július 4.) svájci festő és  illusztrátor.
Főleg a genfi reformáció illusztrátoraként ismert és jelentős.

## Életpályája

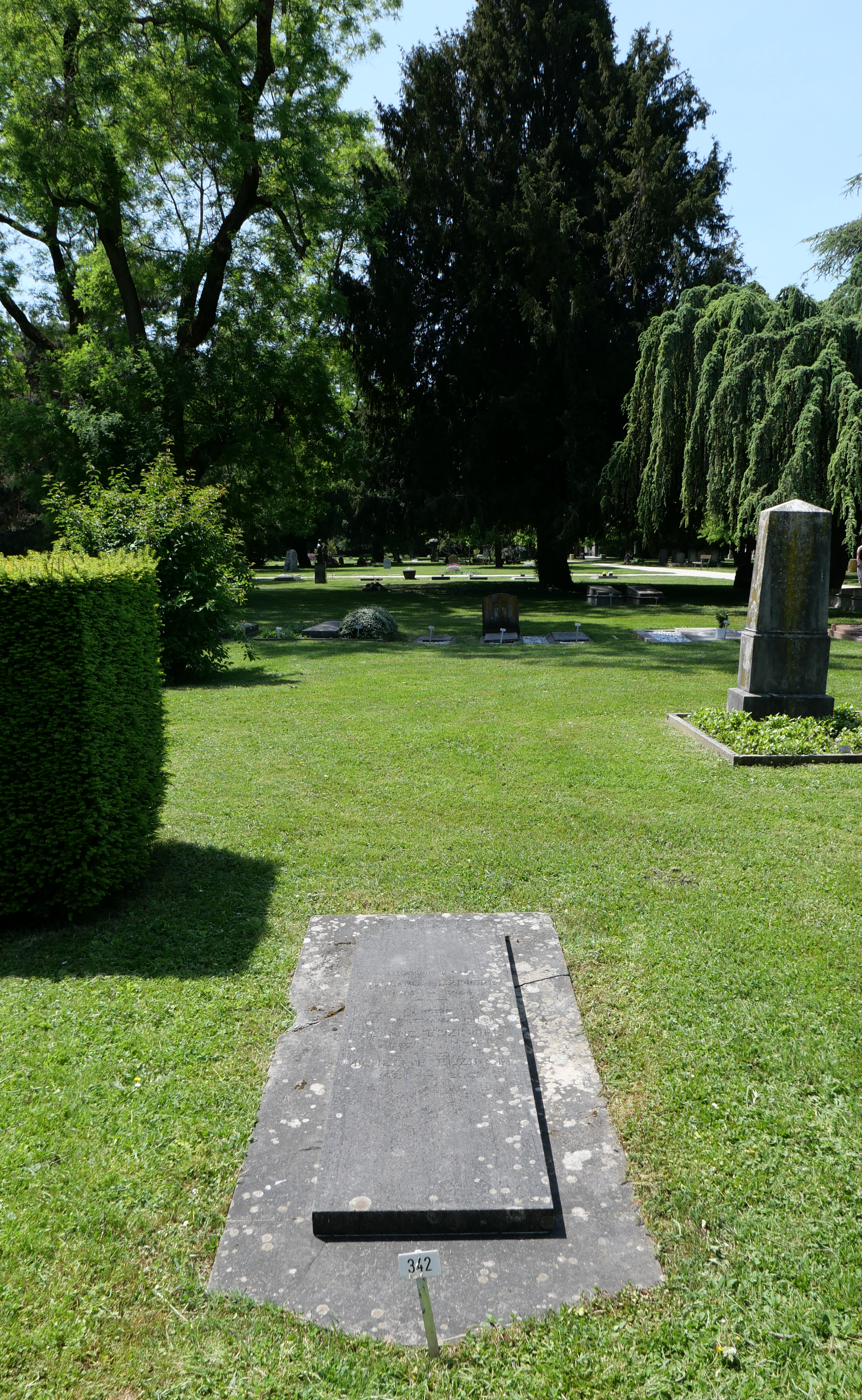
Elzingre (1880-1966), felesége, Jeanne, Bodart (1887-1946) és Micheline-Andrée Elzingre (1924-2008) sírja a genfi Cimetière des Roisban

Édesapja Otto-Henri Elzingre  professzor, édesanyja Marie Jeanneret-Gris. 1895-1899 között művészeti iskolába járt La Chaux-de-Fonds-ban, ahol Charles L'Eplattenier tanítványa volt. 1899-1903 között Párizsban a Julian Akadémiára járt. 1903–1906 között Párizsban számos újságnál, illetve kiadónál dolgozott illusztrátorként. 1906-tól Genfben élt, ahol az Atar kiadó munkatársa lett; a Genf történetét bemutató számos könyvet  illusztrálált.  
Számos plakátot tervezett; nevezetesek ezek közül a genfi lovasversenyek plakátjai.

## Elzingre által illusztrált művek
- Henri Elzingre: Cours d'histoire de la Suisse (1902),
- Alexandre Guillot: La nuit de l'Escalade  (1915),
- Alexandre Guillot: Le siècle de la Réforme à Genève  (1917),
- Alexandre Guillo: tLa Restauration genevoise  (1919),
- Fratellini: Histoire de trois clowns (1923),
- Henri Pourrat: Ceux d'Auvergne. Types et coutumes (1928),
- Émile Briner: Costumes suisses  (1931),
- René Gouzy: La Croisière de l'Arcturus (1932),
- Pierre Bertrand történéssszel közösen kiadott műve: L'histoire de Genève en bandes dessinées et commentées (1960).

## Festményei
- Les derniers jours de Calvin (1564) (Kálvin végnapjai, 1564)

## Emlékezete
A cimetière des Rois-ban nyugszik Genfben.